# Bjolderup Sogn

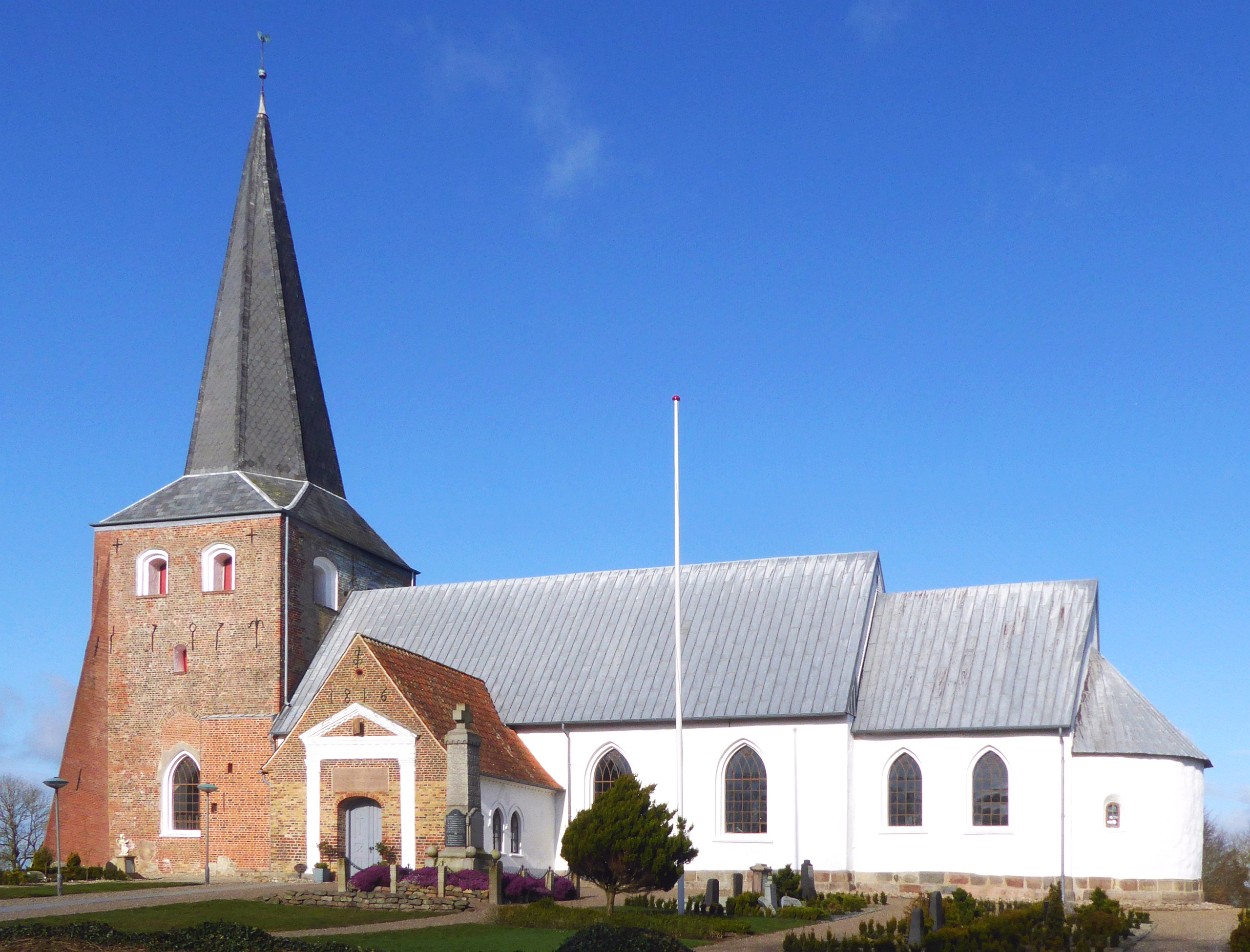
Die Bjolderup kirke mit dem 38 m hohen Kirchturm aus dem 16. Jahrhundert

Bjolderup Sogn ist eine Kirchspielsgemeinde (dän.: Sogn) in Nordschleswig im südlichen Dänemark. Bis zur dänischen Kommunalreform 1970 bildete sie eine politische Gemeinde in der Harde Rise Herred im Åbenrå Amt (dt.: Amt Apenrade), danach wurde sie Teil der Tinglev Kommune (dt. Tingleff) im Sønderjyllands Amt, die ihrerseits mit der Kommunalreform 2007 in der Aabenraa Kommune aufging. Die Grenzen der evangelisch-lutherischen Kirchengemeinde entsprechen nach wie vor dem historischen Kirchspiel.

## Gemeindegebiet
Das Gebiet der Gemeinde Bjolderup umfasst 56 km². Heute wohnen hier 1715 Menschen (Stand 1. Januar 2023). Siedlungsschwerpunkt ist die Ortschaft Bolderslev (dt. Bollersleben), während das eigentliche Bjolderup nur aus Kirche, Pastorat, ehemaliger Schule und einigen neueren Häusern besteht.
Nachbargemeinden sind (im Uhrzeigersinn) im Norden Hjordkær (dt. Jordkirch), im Osten Ensted (dt. Enstedt), im Südosten Uge (dt. Uk), im Süden Tinglev (dt. Tingleff) und im Westen Ravsted (dt. Rapstedt).

## Geschichte
Das Gebiet der Gemeinde ist mindestens seit der frühen Bronzezeit besiedelt. Auf dem Höhenrücken sind einige Grabhügel erhalten.
Der Name Bjolderup taucht erstmals im 13. Jahrhundert als Biuldorp auf. Die Ortschaft Bolderslev wird bereits im Erdbuch König Waldemars des Siegers 1231 als besonderes Königsgut Balthersløøf erwähnt.
Der Osten der Gemeinde wird vom Ochsenweg durchzogen. In unmittelbarer Nähe desselben, hier oder wenig südlich in der Gemeinde Uge lag vermutlich das Landesthing des Herzogtums Schleswig Urnehöved.
Kompliziert und teilweise schwer zu rekonstruieren ist die Geschichte des alten Gutes Bolderslev.

## Wirtschaft und Verkehr
Im Nordwesten der Gemeinde verläuft die Landstraße Tønder–Aabenraa (dt. Tondern–Apenrade), die etwas weiter östlich einen Anschluss zur Autobahn E 45 hat.

### Bolderslev
Die 3 Kilometer entfernte Gemeinde Bolderslev, die zum Kirchspiel Bjolderup Sogn gehört, war seit den 1860er Jahren Bahnstation der Bahnstrecke Flensburg–Fredericia. Diese hatte Bedeutung für ein weites Umland, und der bis dahin kleine Ort Bolderslev wuchs schnell an. 1974 erfolgte allerdings die Stilllegung der Bahnstation. Im Jahr 1996 wurde konsequent dann auch das alte Bahnhofsgebäude abgerissen. Im Zuge der Elektrifizierung der Bahnstrecke wurden innerorts schienengleiche Bahnübergänge zurückgebaut und die Verkehrsführung dür den Straßenverkehr über errichtete Straßenbrücken und Unterführungen geregelt. Die Straßen Hellevad-Bovvej und Ringvey sorgen in Bolderslev für eine Entlastung vom automobilen Durchgangsverkehr; angesichts dieser Straßenführung und der Bahnführung ohne Bahnübergänge beklagen die Einwohner durch die Dreiteilung des Ortes ein geringeres wirtschaftliches Wachstum.
In ganz Dänemark ist die nahe gelegene Gemeinde Bolderslev als Sitz und Produktionsstätte der Backwarenfabrik Kohberg Bakery Group A/S bekannt.

## Sehenswürdigkeiten

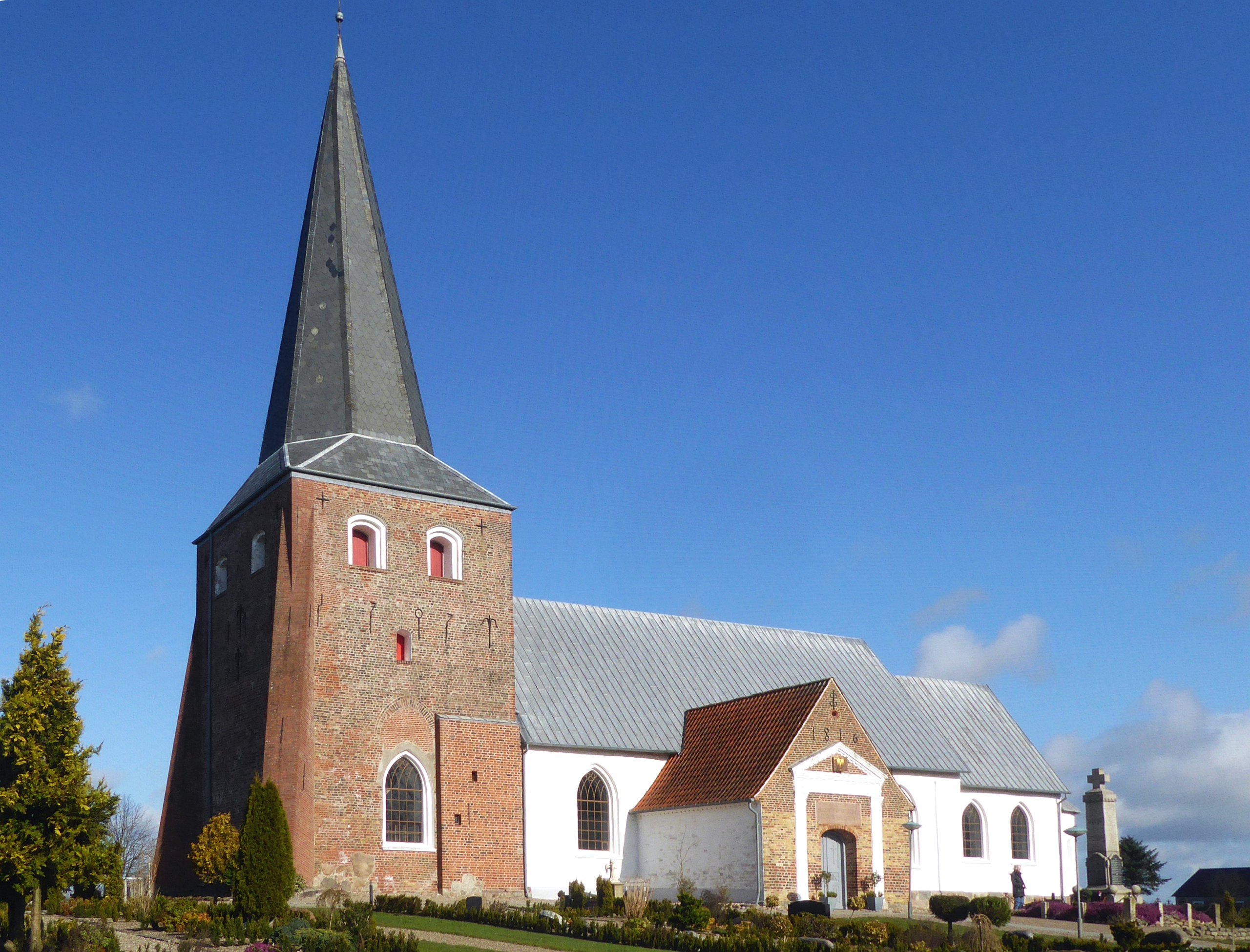
Das Kirchenschiff der Bjolderup kirke stammt bereits aus dem 12. Jahrhundert

Die romanische Marienkirche, welche in Dänemark seit dem 20. Jahrhundert schlicht unter dem Namen Bjolderup kirke bezeichnet wird, liegt auf einer Anhöhe mitten im Kirchspiel und ist zusätzlich durch ihren hohen gotischen Turm weithin sichtbar. Der Bau vom Kirchenschiff geht auf das 12. Jahrhundert zurück. Im 14. Jahrhundert erweiterte man das Kirchenschiff mit einem Anbau nach Nordosten.
Der Anbau des Turmes erfolgte 1589 an der Westseite des Kirchenschiffs. Die Höhe des Turms beträgt 38 Meter. An der Westseite wird der Turm abgefangen mit zwei schrägen massiven Mauerwerksstützen an der Nordwest- und Südwest-Außenecke des Turms. Es ist schwierig nachzuvollziehen, ob diese Abfangungen an der windführenden Westseite in der Funktion statisch auf Druck oder auf Zug ausgelegt wurden.
Die historisch bedeutungsvolle Grabplatte von Bjolderup, die um das Jahr 1200 datiert wurde und die Inschrift "Ketil Urne ligger her" trägt, wurde außerhalb im Jahr 1717 gefunden, diente erst als Eingangsplatte und wurde 1825 auf die Kirchenempore verbracht. Im Jahr 1841 gelangte die Grabplatte in ein Museum in Kiel und wurde anschließend nach Schleswig ins Schloss Gottorf in das heutige Landesmuseum für Vor- und Frühgeschichte verbracht, wo es bis 1986 verwahrt wurde. Seit 1987 ist die Grabplatte von Bjolderup wieder in der Bjolderup Kirke zu sehen.